# イングランド法

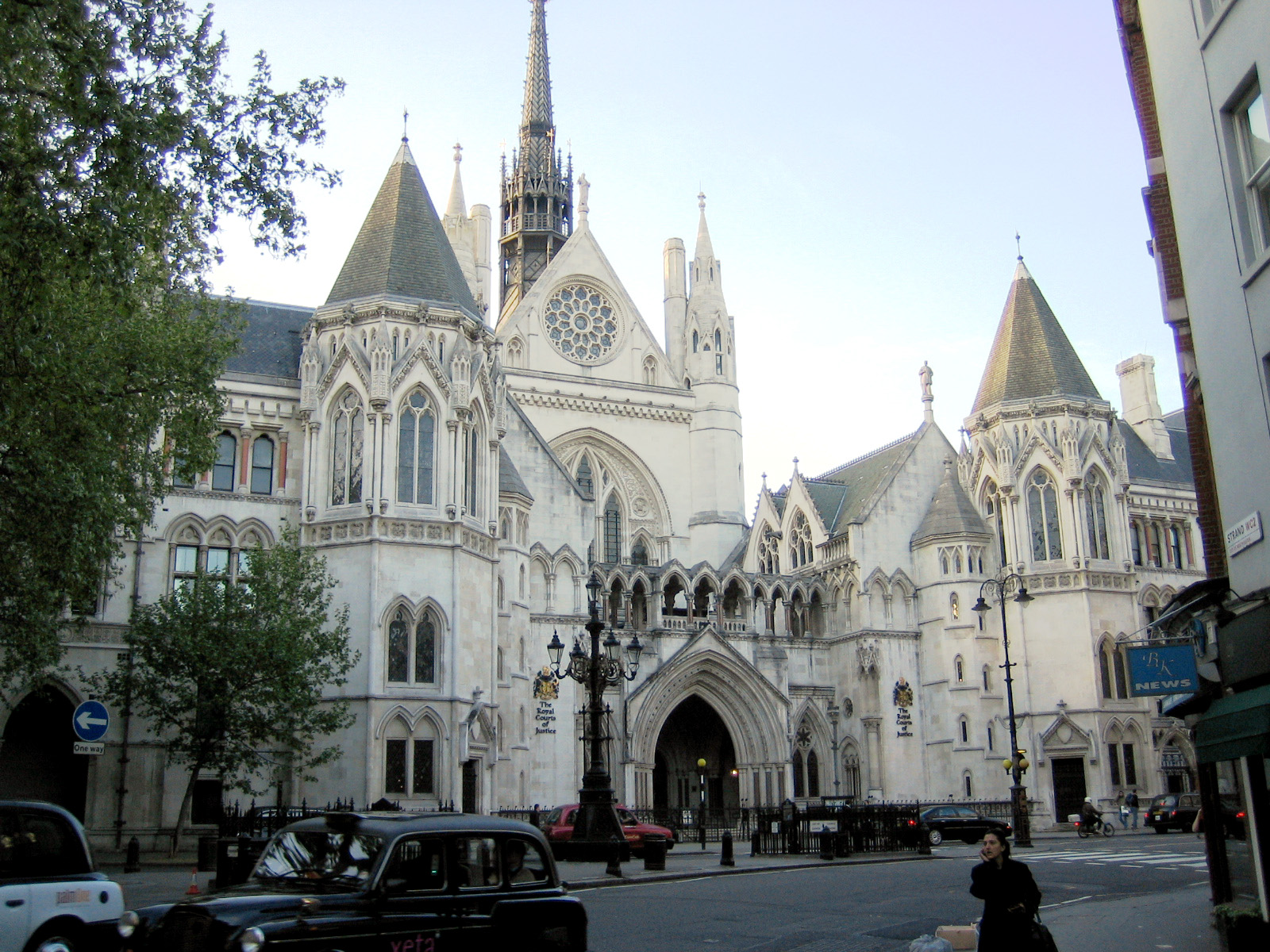
ロンドン、ストランド所在の王立裁判所には、高等法院とイングランドおよびウェールズ控訴院が入居する。

イングランド法（イングランドほう、English law）は、イングランドおよびウェールズの法体系であり、アイルランド共和国、イギリス連邦諸国およびアメリカ合衆国の英米法の基礎をなす。
最も厳密な意味におけるイングランド法が適用されるのは、イングランドおよびウェールズという法域内においてである。ウェールズは現在では権限を委譲された議会を有するが、その議会が可決する立法は、特に限定された政策範囲においてのみ制定され、その範囲は、2006年ウェールズ統治法（Government of Wales Act 2006）やその他の連合王国議会の立法、または2006年法の委任による枢密院勅令によって定められている。さらに、その立法は、イングランドおよびウェールズ内の他の自治体により制定される条例と同様に、イングランドおよびウェールズの一体の司法制度によって解釈される。
イングランド法におけるコモン・ローの本質は、法廷に座する裁判官によって、判例（先例拘束性（stare decisis））を目の前の事実に対して適用することで創られるという点である。イングランドおよびウェールズにおける最上級裁判所である連合王国最高裁判所の判断は、その他一切の裁判所を拘束する。例えば、謀殺（murder）罪は、（議会制定法によって定められた犯罪ではなく）コモン・ロー上の犯罪である。コモン・ローは、議会によって変更されまたは廃止され得る。例えば、謀殺罪には、現在では（死刑ではなく）終身刑が必ず科されることとされている。イングランドおよびウェールズの裁判所は、議会制定法とコモン・ローが競合する場合には前者の優越を認めている。

## 法域としてのイングランドおよびウェールズ
連合王国は、3つの法域によって構成される国家である。すなわち、(a)イングランドおよびウェールズ、(b)スコットランドならびに(c)北アイルランドである。かつては別の法域であったウェールズは、ヘンリー8世の治世にイングランドに吸収された。連合王国とその内部の各法域との違いは、例えば、国籍とドミサイルの違いに関わる。すなわち、個人は、イギリス国籍を有するとともに、その構成国のうちの1つにドミサイルを有するところ、当該構成国の法が当該個人の身分および能力の全てを定めるのである。Dicey and Morris (p26)はブリテン諸島（the British Islands）における法域を次のように列挙する。「イングランド、スコットランド、北アイルランド、マン島、ジャージー、ガーンジー、オルダニーおよびサーク…は抵触法上の意義において別の国（state）であるが、そのいずれも国際公法において知られる国（State）ではない。」しかしながら、これは法律によっては異なり得る。連合王国は1882年為替手形法（Bills of Exchange Act 1882）の観点からは1つの国（state）である。グレートブリテンは1985年会社法（Companies Act 1985）の観点からは単一の国（state）であった。伝統的に著述家はイングランドおよびウェールズの法域をイングランドと呼んでいたが、最近数十年においてはこの用法は次第に政治的・文化的に受け容れがたいものとなってきている。

### ウェールズ
権限委譲（devolution）によってウェールズに対して一定程度の政治的自治がウェールズ国民議会（National Assembly for Wales）において許容されているが、主権的な立法権限を有するようになったのは、2007年ウェールズ総選挙（2007 Welsh general election）の後である。すなわち、2006年ウェールズ統治法（the Government of Wales Act 2006）によってウェールズ政府（Welsh Government）に一定の一次的立法権限が付与されたときである。もっとも、民事・刑事の裁判所により管轄される法体系は、イングランドおよびウェールズの全体にわたって統一されたままである。これは、例えば、北アイルランドとは状況を異にしており、北アイルランドはその立法権限が停止された後においてもなお異なる法域であり続けた（1972年北アイルランド（臨時規定）法（Northern Ireland (Temporary Provisions) Act 1972）を参照）。
大きな違いとしては、関連する法律がウェールズには適用があるが連合王国の残りの地域には適用がない場合において、ウェールズ語が使用がされるということがある。1993年ウェールズ語法（Welsh Language Act 1993）は、連合王国の議会の制定した法律（Acts of Parliament）であるが、ウェールズにおいては公的セクターに関する限りウェールズ語を英語と同等に取り扱うものとしている。ウェールズの裁判所においてはウェールズ語で話すことも可能である。
1967年以降、多くの法律家は、1967年ウェールズ語法（Welsh Language Act 1967）に従って、イングランドおよびウェールズの法体系を「イングランドおよびウェールズの法律」（the Laws of England and Wales）と呼んでいる。例えば、これらの地域における多くの商事取引の契約書における準拠法条項においてその表現がみられる。従前においても、1746年から1967年までは、この用語法は特に必要ではなかったが（後記参照）、にもかかわらずよく用いられていた。

## 制定法

### 制定法上の枠組み
1978年解釈法（Interpretation Act 1978）の別表第一は、"British Islands"（ブリテン諸島）、"England"（イングランド）および"United Kingdom"（連合王国）といった用語を定義している。"British Isles"という用語の使用は制定法上は事実上廃れており、これが登場するときには"British Islands"と同義語と解されている。解釈上、England（イングランド）は、多くの特定の要素を含むものである。
- 1746年ウェールズ・ベリック法第3条（現在は法律全体が廃止）は、正式にウェールズとベリック・アポン・ツイードをイングランドに編入した。しかしながら、1967年ウェールズ語法第4条は将来の法律（Acts of Parliament）におけるイングランドへの言及はもはやウェールズを含まないものとすると定めている（1978年解釈法別表3第1部参照）。しかしながら、Dicey & Morris (p28)は次のように述べる。「利便性および特に簡潔性を理由として、Diceyの［当初の］定義を堅持することが望ましいように思われる。"England"（イングランド）の後に"or Wales"（またはウェールズ）を、または"English"（イングランドの）の後に"or Welsh"（またはウェールズの）を、これらの語が使用されるたびごとに付け加えなければならないのは煩わしいであろう。」
- ワイト島およびアングルシーといった近隣の諸島（"adjacent islands"）は、慣習上、イングランドおよびウェールズの一部である。一方、Harman v Bolt (1931) 47 TLR 219 は、明示的にランディがイングランドの一部であることを確認している。
- 近隣の領海（"adjacent territorial waters"）。1878年領海管轄法（Territorial Waters Jurisdiction Act 1878）および1964年大陸棚法（Continental Shelf Act 1964）（1982年石油・ガス（企業）法（Oil and Gas (Enterprise) Act 1982）による改正後のもの）による。

「グレートブリテン（Great Britain）」はイングランド、ウェールズおよびスコットランド（その近隣の領海を含む）、ならびにオークニー諸島、シェットランド諸島、ヘブリディーズおよびロッコールを意味する（1972年ロッコール島法（Island of Rockall Act 1972）による。）。「連合王国（the United Kingdom）」は、グレートブリテンおよび北アイルランドならびにその近隣の領海を意味する。マン島またはチャネル諸島は含まれず、その独立的地位は、Rover International Ltd. v Canon Film Sales Ltd. (1987) 1 WLR 1597 およびChloride Industrial Batteries Ltd. v F. & W. Freight Ltd. (1989) 1 WLR 823 において論じられている。「ブリテン諸島（the British Islands）」は、「連合王国」、マン島およびチャネル諸島を意味する。

### 制定法の種類
- 連合王国議会制定法律（UK Act of Parliament）
- スコットランド議会制定法律（Act of the Scottish Parliament）
- ウェールズ国民議会制定法律（Act of the National Assembly for Wales）
- ウェールズ国民議会制定法規（Measure of the National Assembly for Wales）
- 教会法規（Church Measure）
- 旧北アイルランド議会制定法律（Act of the Northern Ireland Assembly）
- 旧スコットランド議会制定法律（Act of the Old Scottish Parliament）
- イングランド議会制定法律（Act of the English Parliament）
- 旧アイルランド議会制定法律（Act of the Old Irish Parliament）
- グレート・ブリテン議会制定法律（Act of the Parliament of Great Britain）
- 北アイルランド枢密院勅令（Northern Ireland Order in Council）
- 北アイルランド議会制定法規（Measures of the Northern Ireland Assembly）
- 北アイルランド議会制定法律（Act of the Northern Ireland Parliament）
- 連合王国行政委任立法（UK Statutory Instrument）
- ウェールズ行政委任立法（Welsh Statutory Instrument）
- スコットランド行政委任立法（Scottish Statutory Instrument）
- 北アイルランド行政委任規則（Northern Ireland Statutory Rules）
- 教会委任立法（Church Instrument）
- 省令（Ministerial Order）
- 連合王国行政委任規則・命令（UK Statutory Rules & Orders）

### 引用方法
制定法に言及する際には、題名が略称（short title）で"Act"（～法）で終わる場合は、"法律の題名 年"とされ、例えば"Interpretation Act 1978"（1978年解釈法）のようになる。なお、米国の慣例においては、"of"（の）が含まれ、"Civil Rights Act of 1964"（1964年公民権法）のようになる。
これが法律に言及する通常の方法となったのは19世紀後半であるが、始まったのは1840年代である。従前は、法律を言及する際には、その正式題名とともに、国王の裁可（Royal Assent）が得られた会期の治世年（regnal year）および法律番号（chapter number）が用いられた。例えば、1362年英語答弁法（Pleading in English Act 1362）は、36 Edw. III c. 15,と言及され、その意味は、「エドワード3世の治世第36年における第15号」である。過去においてはこれらが全て正式題名とともに略さずに記述された。

## コモン・ロー
1189年以降のイングランド法は（大陸法とは異なり）コモン・ローと呼ばれる法体系が発展した（すなわち、法律の大規模な法典化は行われず、判例は説得的なものではなく拘束的なものとされる。）。これはノルマン・コンクエストによるものかもしれない。ノルマン・コンクエストにおいては多くの法律上の概念や制度がノルマン法（Norman law）からイングランドに導入された。イングランドのコモン・ローの初期の数百年間においては、裁判官は、令状（Writ）制度を日常の必要性に適応させ、先例と良識の混合物を適用して内部的に一貫した法の集合体を構築することを責務としていた。例えば、商法（Law Merchant）の起源は、パイ・パウダー・コート（Pie-Powder Courts, フランス語の "pieds-poudrés"（ほこりまみれの足）の転訛であり、アドホックな市場の裁判所を指す）にある。議会の有力化に伴い、立法が徐々に司法による法創造に取って代わるようになったため、今日においては、裁判官は極めて狭く限定された分野においてのみ革新的であり得る。1189年より前の時代は、1276年に超記憶的時代（time immemorial）と定義された。

### 判例
初期の数百年間における主要な諸問題の1つは、運用上確実で、結果を予測可能な体系を生み出すことであった。数の多すぎる裁判官は、不公平であるか無能であるかいずれかであり、その地位はその社会的地位のみによって得られたものであった。こうして、標準化された手続がゆっくりと出現したが、その基礎となったシステムは”stare decisis”と呼ばれるもので、これは基本的には「決定を維持せよ」を意味する。類似の事件は同様の方法で裁くべきことを要求する先例拘束性の法理は、stare decisisの原則に属する。こうして、各事件のレイシオ・デシデンダイ（ratio decidendi）が、同様の事実関係の将来の事件を、裁判所の構造において、水平的にも垂直的にも拘束することとなった。連合王国における最上級の上訴裁判所は連合王国最高裁判所であり、その判断はその下の階層にある他の裁判所の一切を拘束し、これらの裁判所は当該判断を国法として適用する義務がある。控訴院はその下級の裁判所を拘束し、以下同様である。

### 海外との影響
影響は双方向にわたる。
- 連合王国はイングランドの法体系をイギリス帝国時代にイギリス連邦諸国に対して輸出し、その法体系の多くの側面は、英国人がかつての自治領から撤退しまたはその独立を承認した後においてもなお存続してきた。独立戦争前のイングランド法は、なお米国法に対して影響を有し、米国の法的伝統や法政策の多くについてその基礎を構成している。かつてイングランド法に服した多くの法域（オーストラリアなど）はイングランド法とのつながりを引き続き認めており（ただし、当然ながら、法が現地の条件に合うように制定法による変更や司法による修正はなされる。）、イングランドの判例集に掲載された裁判が、引き続き、今日の裁判所の見解においても、説得的な権威としてたびたび引用される。いくつかの国については、枢密院司法委員会（the Judicial Committee of the Privy Council）は依然として最終審裁判所である。かつてイングランド法に服した多くの法域（香港など）は、イングランドのコモン・ローを引き続き自らの法として承認し（ただし、当然ながら、制定法による変更や司法による修正はなされる。）、イングリッシュ・レポート（English Reports）に掲載された裁判が、引き続き、今日の裁判所の見解においても、説得的な権威としてたびたび引用される。
- 連合王国は、国際法との関係において二元説を採用している。すなわち、国際的義務はイングランド法に正式に編入されなければならず、その後ではじめて裁判所は超国家的法の適用を義務づけられる。例えば、欧州人権条約は1950年に署名されたが、連合王国が個人に対して欧州人権委員会への直接の申立てを認めたのは1966年からであった。現在では1998年人権法（Human Rights Act 1998；HRA）6条1項は、「公的当局が条約上の権利と矛盾する方法において行為すること」を違法としており、ここでいう「公的当局」とは、公的機能を行使する人または団体であるところ、裁判所は明示的に含められているが、議会は明示的に排除されている。この欧州条約は非国家的な職員の行為にも適用されるようになってきているが、HRAは条約を特に私人間において適用があるものとはしていない。裁判所はこの条約をコモン・ローの解釈において考慮してきた。裁判所はこの条約を法律（Acts of Parliament）の解釈においても考慮しなければならないが、たとえ条約との矛盾があったとしても、究極的には法律の規定に従わなければならない（HRA3条）。
- 同様に、連合王国は依然として強力な貿易国であるため、国際的に判断が一貫していることが極めて重要であることから、海事法は、海運に適用のある国際法および近代の通商条約に強く影響を受けている。

## 分野とリンク

### 憲法
英国には、成文憲法典はない。いくつかの法律と憲法的習律によって構成されている。
- イングランド基本法（Fundamental Laws of England）
- イングランド人の権利（Rights of Englishmen）

### 刑法
イングランド法の刑法の主要な原則は、コモン・ローに由来する。犯罪（crime）の主要な要素は、「犯罪行為（actus reus）」（刑事上禁止されていることを行うこと）と「犯罪意思（mens rea）」（所要の犯罪的な精神状態にあること。通常は、故意（intention）または無謀（recklessness）。）である。訴追人は、ある人が攻撃的な作為を生じさせたこと、または当該被告人が犯罪的結果を回避するための手段をとるべき事前の義務を負っていたことを証明しなければならない。犯罪の類型は、故殺（manslaughter）、謀殺（murder）、盗取（theft）および強盗（robbery）のようによく知られているものから、多数の規制上または制定法上の犯罪にまでわたる。犯罪に対する抗弁（defense）は存在し得るが、例えば、自己防衛（self-defence）、故意（intention）、必要性（necessity）、強要（duress）、そして謀殺の嫌疑のある事案においては、1957年殺人法（the Homicide Act 1957）による限定責任能力（diminished responsibility）、挑発（provocation）、そして、極めてまれな事案においては、心中約束（suicide pact）における生存がある。イングランドはその刑法をイングランド刑法典（English Criminal Code）のような形で法典化すべきとの指摘は幾度もされてきたが、過去においてはこれを多数が支持することはなかった。

### 刑事手続法
イングランドおよびウェールズの警察は、地方自治体の警察委員会、警察本部長、内務大臣の3つの機関が警察の権限を分割するという三極構造の下、警察官は法にのみ拘束されるが、何人からも独立して権限を行使するという警察官独立の原則が伝統的に認められてきた。
警察官は、合理的な理由があれば被疑者の身柄を拘束でき、取調べをすることができる。身柄を拘束された被疑者は、ソリシタを選任して相談する権利があり、取調べにソリシタを立ち会わせることもできる。
警察は、被疑者を起訴しようとするときは、ソリシタの資格を有する者から選任される「公訴官」に事件と証拠を引き継ぐ。英国は、法曹一元制をとっており、大陸法におけるような検察官制度は存在せず、私人訴追主義がとられている。
公訴官は、起訴すべきと判断した場合は、被疑者を警察へ引致した時から原則として24時間以内に治安判事裁判所へ起訴する。治安判事裁判所は、略式手続で処理できる軽罪を除き、被告人の答弁を聞き、被告人が訴因を否認するときは事件を刑事法院へ送致する。
刑事法院で、被告人は、ソリシタから引き継ぎを受けたバリスタの弁護を受ける権利を有し、公開の法廷で、陪審の審理を受ける。伝統的に判例によって黙秘権が認められてきたが、1994年の法律により一定条件下で黙秘権を行使した場合は、その逆の推定をすることができるとされ、黙秘権が制限された。

### 家族法
イングランド法の家族法(family law)は、現在伝統的な家族概念を離れ相当複雑な内容になっている。離婚時における財産分与を同棲者に認めるなど婚姻外関係の法的保護が認められるだけでなく、社会保障関連でも同様の保護が進められている。1989年の児童法では、離婚における「子の福祉」を図る観点から、離婚後の親責任の継続と子どもとの面接交渉権が認められ、第三者的立場に立つコンタクトセンターが活用されている。
- 扶助（Alimony）
- 居所（residence）
- 非嫡出子（bastard）

### 契約法
判例を補完するものとして詐欺防止法が制定されている。

### 財産法
- 物（chose）
- 物的財産（real property）

### 労働法
英国の労働法の特徴は、労働組合と使用者との自立的な関係に法が介入を控える「集団的自由放任主義」にあるが、近時EU法の影響によって動揺している。

### 証拠法
- 伝聞証拠（hearsay）
- 「ラッド対マーシャル（Ladd v Marshall）」事件

### 諸法
- 酒類規制